# Ectomis cythna
Ectomis cythna är en fjärilsart som beskrevs av William Chapman Hewitson 1878. Ectomis cythna ingår i släktet Ectomis och familjen tjockhuvuden. Inga underarter finns listade i Catalogue of Life.